# إينوزيتول فوسفات

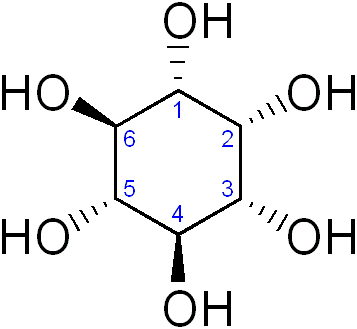
الإينوزيتول

مجموعة الفوسفات

فوسفات الإينوزيتول (بالإنجليزية: Inositol phosphate)‏ عبارة عن مجموعة من فوسفات الإينوزيتول أحادية أو سداسية الفسفرة. يتميز كل شكل من أشكال فوسفات الإينوزيتول بعدد وموقع مجموعة الفوسفات على حلقة الإينوزيتول.
- إينوزيتول أحادي الفوسفات (IP)
- إينوزيتول ثنائي الفوسفات (IP2)
- إينوزيتول ثلاثي الفسفات (IP3)
- إينوزيتول رباعي الفوسفات (IP4)
- إينوزيتول بنتاكي فوسفات (IP5)
- إينوزيتول هيكسافوسفات (IP6) المعروف أيضًا باسم حمض الفيتيك، أو فيتات (على شكل ملح).

يتم تنفيذ سلسلة من تفاعلات الفسفرة وإزالة الفسفرة بواسطة ما لا يقل عن 19 كيناز فوسفوإينوزيتيد و 28 إنزيم فوسفوإينوزيتيد فوسفاتاز مما يسمح بالتحويل المتبادل بين مركبات فوسفات الإينوزيتول بناءً على الطلب الخلوي.
تلعب فوسفات الإينوزيتول دورًا حاسمًا في مسارات نقل الإشارة المختلفة المسؤولة عن نمو الخلايا وتمايزها، وموت الخلايا المبرمج، وإصلاح الحمض النووي، وتصدير الحمض النووي الريبي، وتجديد إيه تي بي والمزيد.

## الوظائف

### إينوزيتول ثلاثي الفوسفات

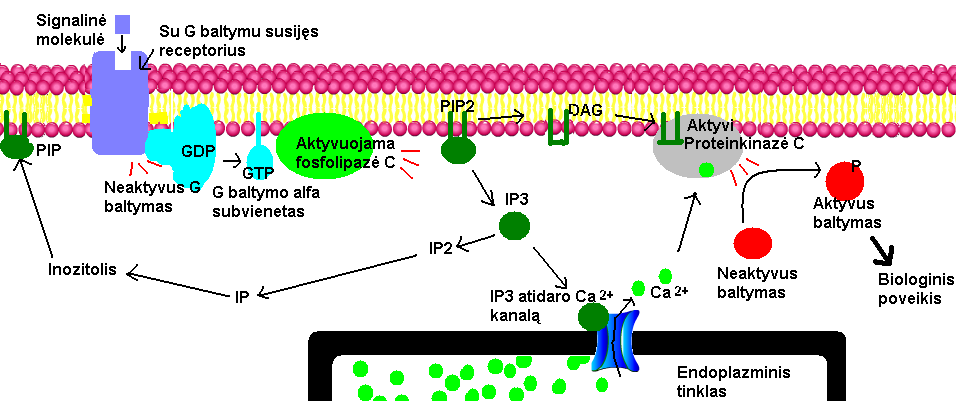
مسار إشارات الإينوزيتول والفوسفوليبيد

إن مسار إشارات إينوزيتول-فوسفوليبيد مسؤول عن توليد IP3 من خلال انقسام فوسفاتيديلينوسيتول 4،5-ثنائي الفوسفات (PIP2) الموجود في الطبقة الدهنية الثنائية للغشاء البلازمي بواسطة فسفوليباز سي استجابةً إما لمستقبل تيروزين كيناز أو إشارات مستقبلات الوحدة الفرعية ألفا-جي المقترنة بالبروتين. إن ثلاثي فوسفات إينوزيتول القابل للذوبان (IP3) قادر على الانتشار بسرعة في السيتوزول والارتباط بقنوات الكالسيوم لمستقبل ثلاثي فوسفات إينوزيتول (InsP3Rs) الموجودة في الشبكة الإندوبلازمية. يؤدي هذا إلى إطلاق الكالسيوم في السيتوزول، ليكون بمثابة إشارة سريعة وقوية لمختلف العمليات الخلوية.

### آخر
تم ربط رباعي فوسفات الإينوزيتول وخماسي وسداسي الفوسفات بالتعبير الجيني.

### إينوزيتول هيكسافوسفات
يعد سداسي فوسفات إينوزيتول (آي بي 6) أكثر متزامرات فوسفات إينوزيتول وفرة. يشارك آي بي 6 بشكل حصري في العديد من الأنشطة البيولوجية مثل النقل العصبي والاستجابة المناعية وتنظيم بروتينات الكيناز والفوسفاتيز بالإضافة إلى تنشيط قنوات الكالسيوم. يشارك آي بي 6 أيضًا في تجديد إيه تي بي الموجود في النباتات بالإضافة إلى إخراج الأنسولين في خلايا بيتا البنكرياسية.
كما يسهل سداسي فوسفات الإينوزيتول تكوين الحزمة الحلزونية السداسية وتجميع شبكة غاغ غير الناضجة لفيروس نقص المناعة البشرية-1. يقوم آي بي 6 بإجراء اتصالات أيونية مع حلقتين من بقايا اللايسين في مركز سداسي غاغ. ثم يكشف الانقسام البروتيني عن موقع ارتباط بديل، حيث يعزز تفاعل آي بي 6 تجميع شبكة الغلاف الناضجة. تحدد هذه الدراسات آي بي 6 كجزيء صغير يحدث بشكل طبيعي ويعزز كل من تجميع ونضج فيروس نقص المناعة البشرية-1.